# Boliviacris
Boliviacris is een geslacht van rechtvleugeligen uit de familie veldsprinkhanen (Acrididae). De wetenschappelijke naam van dit geslacht is voor het eerst geldig gepubliceerd in 1990 door Ronderos & Cigliano.

## Soorten
Het geslacht Boliviacris omvat de volgende soorten:
- Boliviacris aberrans Ronderos, 1979
- Boliviacris acutifrons Ronderos, 1979
- Boliviacris badius Ronderos & Cigliano, 1990
- Boliviacris jujuyensis Ronderos & Cigliano, 1990
- Boliviacris noroestensis Ronderos & Cigliano, 1990